# رشید صدرالحفاظی
رشید صدرالحفاظی (۱۳۲۶–۱۳۶۰) مشاور حقوقی ریاست جمهوری در دوره بنی‌صدر بود که پس از عزل رئیس جمهور به اتهام پی‌ریزی دفتر اطلاعاتی و جمع‌آوری اطلاعات، پرونده‌سازی علیه شخصیت‌های مملکتی و مذهبی ازجمله بهشتی، خامنه‌ای و رجایی و به دستور محمدی گیلانی شد. خبر این اعدام در بیانیه دادستانی انقلاب روز اول مهر ۱۳۶۰ در روزنامه کیهان منتشر شد.
صدرالحفاظی دارای مدرک کارشناسی از دانشکده مهندسی صنایع دانشگاه شریف بود. او پس از پیروزی انقلاب ۱۳۵۷ و با ریاست جمهوری بنی صدر به عنوان مشاور و ریاست دفتر اطلاعات ریاست جمهوری انتخاب شد. صدرالحفاظی با تحقیقات دقیق توافق پنهانی خمینی و ریگان برای به تأخیر انداختن آزادی ۵۲ گروگان آمریکایی که به سورپرایز اکتبر معروف شد را در گزارشی ۱۰۰ صفحه‌ای در اختیار ابوالحسن بنی‌صدر جهت انتشار قرار داد. پس از عزل بنی‌صدر او به دستور محمدی گیلانی اعدام شد.